# Denis Mukwege
Denis Mukwege (Bukavu, 1º marzo 1955) è un medico, attivista e pastore protestante congolese (Repubblica Democratica del Congo).
Specializzato in ginecologia e ostetricia, ha fondato nel 1998 il Panzi Hospital, ospedale in cui è diventato il massimo esperto mondiale nella cura di danni fisici interni causati da stupro. Nel 2014 viene insignito dal Parlamento europeo con il Premio Sakharov per la libertà di pensiero. Ricevette il Premio Nobel per la pace nel 2018.

## Biografia

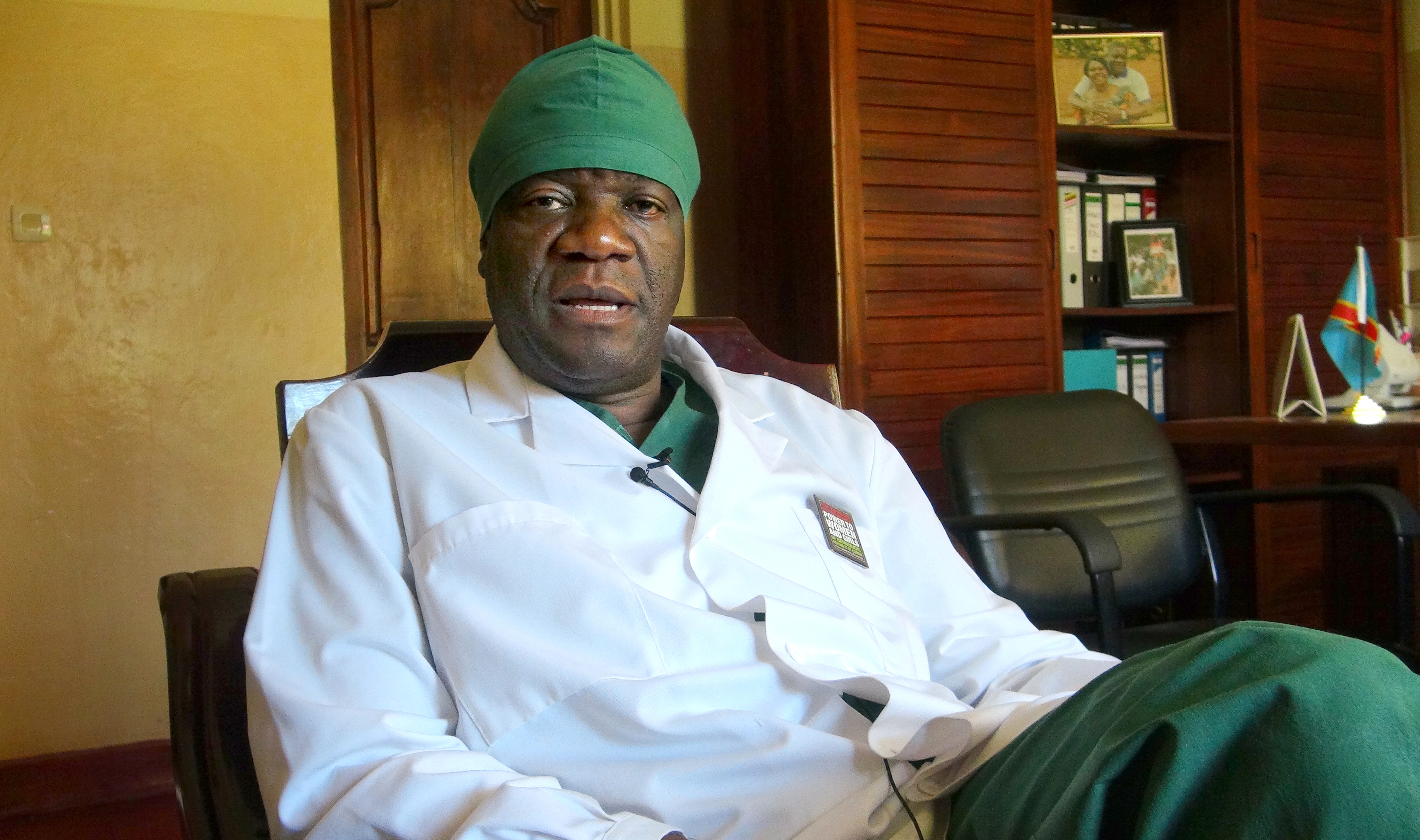
Denis Mukwege presso il Panzi Hospital

Nato a Bukavu, terzo di nove figli, ha studiato medicina in Burundi e servito inizialmente presso l'ospedale locale per poi trasferirsi in Francia e specializzarsi in ginecologia presso l'Università di Angers. Rientrato in patria, ha aperto nel 1998 a Bukavu il Panzi Hospital, impegnato nella cura di donne vittime di stupro, una piaga nel Paese. Per i suoi meriti ha ricevuto il 26 novembre 2014 il Premio Sakharov per la libertà di pensiero, candidato dai gruppi politici europei S&D e ALDE.

## Onorificenze
((Onorificenze
|nome_onorificenza= Laurea Honoris Causa in Gestione delle politiche e dei servizi sociali
|luogo= Università degli Studi di Napoli Federico II

## Riconoscimenti
Dal 2019 Denis Mukwege è onorato come Giusto al Giardino dei Giusti di tutto il mondo di Milano.